# ویلیام کری
ویلیام کری (انگلیسی: William P. Carey; ۱۱ مهٔ ۱۹۳۰ – ۲ ژانویهٔ ۲۰۱۲) کارآفرین اهل ایالات متحده آمریکا بود، که در سال ۱۹۷۳ شرکت دبلیو. پی. کری را تأسیس کرد.
یک بشر دوست و تاجر آمریکایی بود. او بنیانگذار W. P. Carey & Co، یک شرکت تامین مالی املاک و مستغلات شرکتی بود که دفتر مرکزی آن در شهر نیویورک قرار داشت، و بودجه را برای تأسیس مدرسه کسب و کار کری در دانشگاه جان هاپکینز، دانشگاه مریلند، دانشکده بازرگانی W. P. Carey در دانشگاه ایالتی آریزونا و دانشکده حقوق فرانسیس کینگ کری اهدا کرد.